# Juani Escamilla García
Juani Escamilla García (Protectorat espanyol al Marroc, 18 de febrer de 1952) és una exfutbolista espanyola.
Migcampista, jugà durant deu temporades amb el llavors Penya Femenina Barcelonista (1974-84). Amb el club blaugrana disputà diversos tornejos oficiosos i, amb la integració de l'equip dins la Federació Catalana de Futbol la temporada 1980-81, participà a les primeres competicions oficials, la Lliga catalana i la Copa Generalitat. En l'àmbit estatal, finalitzà en tercera posició al primer Campionat de futbol femení oficiós disputat el 1981, precedent de l'actual Copa de la Reina. Disputà el primer partit internacional de la selecció espanyola, que es disputà el febrer de 1983 a l'Estadi de Tecla, d'A Guardia.